# يان بيترسن

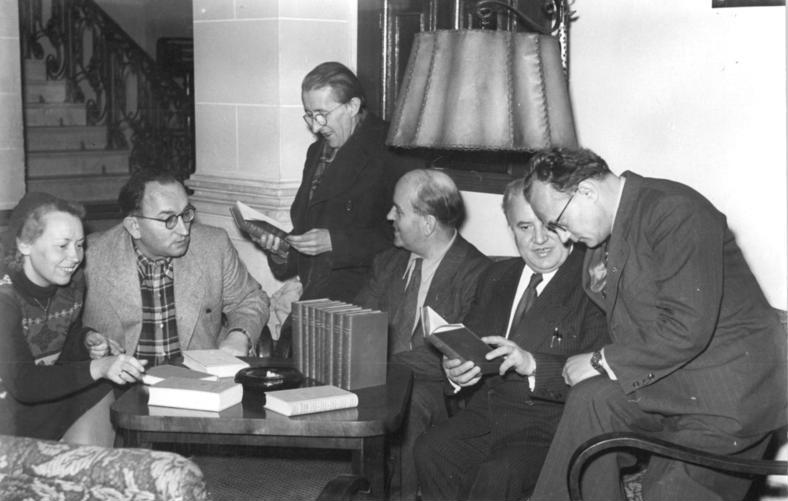
يان بيترسن (الثاني من اليسار) في حوار مع بعض الأدباء والناشرين الألمان

يان بيترسن Jan Petersen (ولد في برلين في 2 يوليو 1906- ومات فيها في 11 نوفمبر 1969) هو كاتب روائي ألماني.

## حياته
ولد بيترسن في مدينة برلين ابنا لعامل بناء. عمل فترة في بداية حياته بائعا ثم خراطا.
انضم بيترسن إلى الحزب الشيوعي الألماني, وتولى في عام 1931 رئاسة التنظيم في اتحاد الكتاب البروليتاريين الألمان. وبعد استيلاء النازيين على السلطة، أصبح رئيسا للاتحاد وأصبح يمثل الكتاب اليساريين والمعادين للفاشية. وحين عقد مؤتمر الكتاب الدولي الأول في باريس في عام 1935, اشترك بيترسن فيه تحت اسم مستعار، وقدم فيه تقريرا عن الأحوال السياسية في ألمانيا النازية.
وفي تلك الفترة أيضا في مدينة براغ Prag اشترك تحت اسم مستعار، مع أنا زيجرس وأوسكار ماريا جراف وفيلاند هيرتسفيلده، في إصدار مجلة «أوراق ألمانية جديدة» Neue Deutsche Blätter.
هرب بيترسن من ألمانيا إلى المنفى في عام 1935, وصدر في عام 1938 قرار بسحب الجنسية الألمانية منه. وفي لندن ترأس الاتحاد الثقافي الألماني الحر بين عامي 1938 و1946.
عاد بيترسن إلى برلين في عام 1946. ومنح جائزة غوته من مدنية برلين في عام 1950, وظل رئيسا لاتحاد الكتاب الألمان حتى عام 1955.
وقد أطلق اسمه على أحد الشوارع في ضاحية مارتسان Marzahn في برلين.

## من أعماله
- شارعنا Unsere Straße (رواية نشرت في عام 1936 وترجمت إلى حوالي 12 لغة)
- Sache Baumann und andere